# Обеліск у Олександрівському саді (Москва)
Обеліск у Олександрівському саді (рос. Обелиск в Александровском саду), офіційна назва радянського часу, що зберігається дотепер — Революційним мислителям і діячам боротьби за звільнення трудівників (Памятник выдающимся мыслителям и деятелям борьбы за освобождение трудящихся), інші, історичні, назви — «Романовський обеліск» або на честь 300-ліття Романових (Романовский обелиск, в честь 300-летия Романовых) — обеліск у Олександрівському саді в центрі столиці Російської Федерації місті Москві.

## Загальна інформація і опис
Пам'ятник-обеліск розташований у Олександрівському саді в самому середмісті Москви зовсім поруч з Красною площею.
Автор — архітектор С. А. Власьєв.
Обеліск виконаний із сірого фінського граніту. На обеліску викарбувані імена російських революційних діячів і різних мислителів-апологетів пролетарської революції.

## З історії обеліска

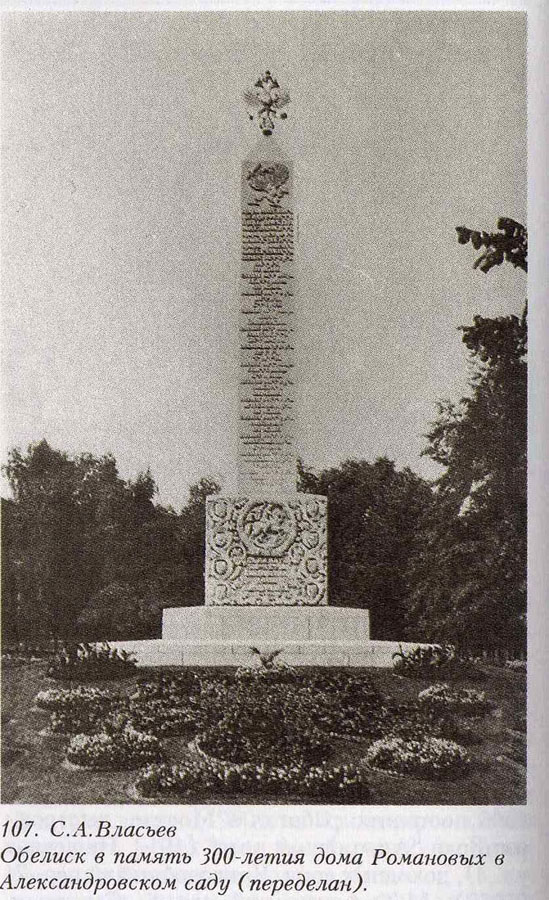
Романовський обеліск у 1914—18 рр.

Обеліск було встановлено біля входу до Верхнього (Олександрівського) саду 1914 року на честь 300-річчя царювання російської царської династії Романових. Початково його вінчав двоголовий орел — символ Російської імперії, нижче містився герб Романових — лев з щитом і мечем, ще нижче були перелічені імена всіх правителів Романових і герби губерній та областей Російської імперії, а також герби Великих князівств.
Після Жовтневого перевороту в 1918 році за особистою вказівкою Леніна обеліск залишили, але зачистили усі попередні написи (сліди від яких, втім, видно й дотепер), також було прибрано атрибути царської Російської імперії, а сам обеліск переобладнали на честь революційних дячів та мислителів. Відтак, пам'ятник дістав назву «Революційним мислителям і діячам боротьби за звільнення трудівників». Роботи з «перевтілення» обеліску були виконані архітектором Н. А. Всеволжським.
У 1966 році, у зв'язку зі зведенням монумента Могили Невідомого солдата, обеліск було перенесено не його сучасне місце розташування — всередину Верхнього (Олександрівського) саду, до грота «Руїни».

## Джерело
- Пам'ятник-обеліск на Фотогалерея пам'ятників Москви на mosday.ru